# كاتي بيرك
كاتي بيرك (بالإنجليزية: Katie Burke)‏ هي متزلجة وعارضة أمريكية، ولدت في 18 نوفمبر 1998.